# 车臣共和国

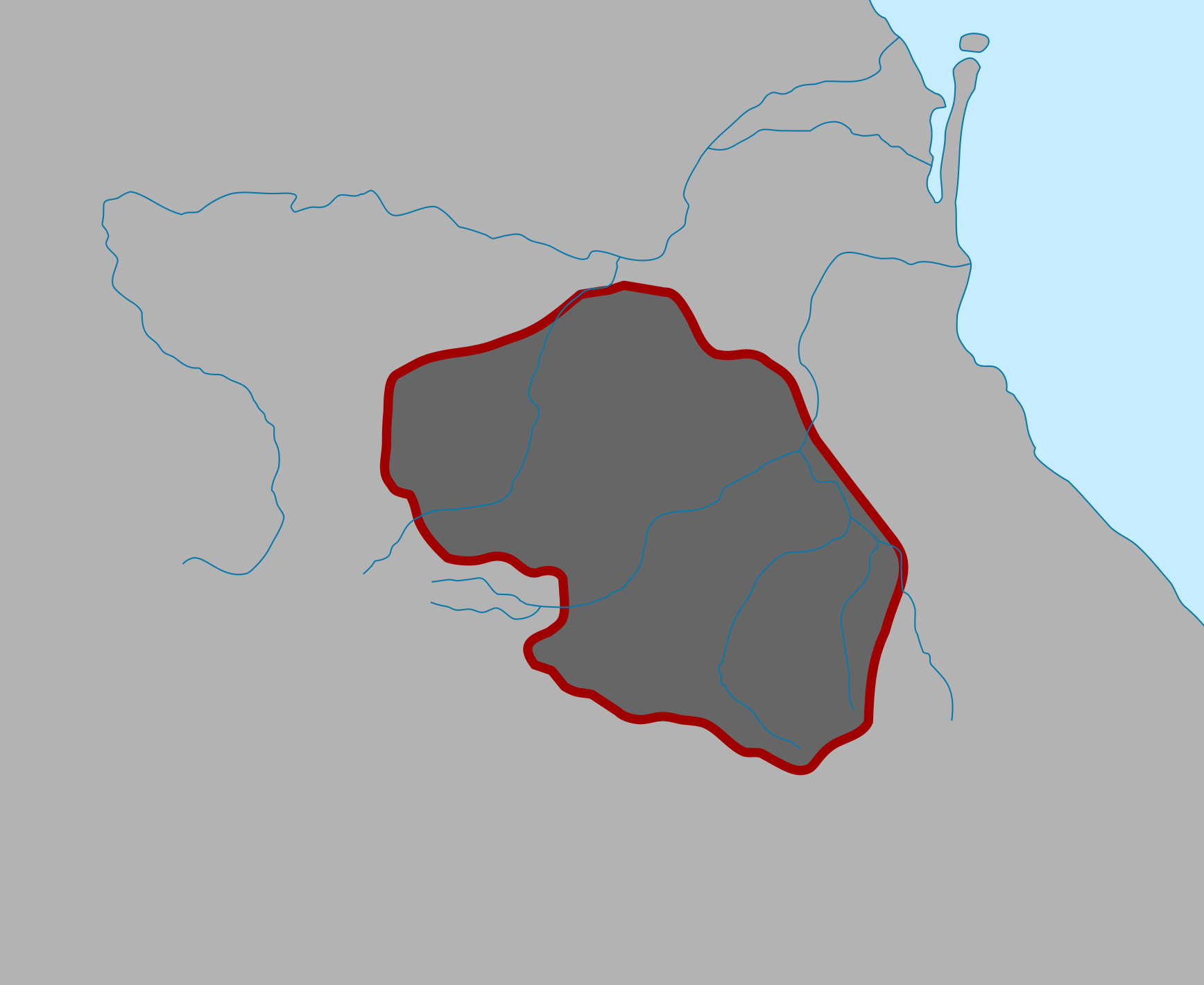
俄羅斯帝國
伊瑪目國最大疆域
切爾卡斯亞

车臣共和国（羅馬化：Chechenskaya Respublika，羅馬化：Noxçiyn Respublika），或按車臣語名譯纳赫乔共和国，通称车臣尼亚（羅馬化：Chechnya，發音：[tɕɪtɕˈnʲa]，羅馬化：Noxçiyçö，發音：[ˈnoxtʃiːtʃɥø]），是俄羅斯联邦北高加索联邦管区下轄的一个自治共和国。车臣西接印古什共和国和北奥塞梯共和国，西北與斯塔夫羅波爾邊疆區接壤，东连达吉斯坦共和国，南部与格鲁吉亚接壤，首府為格羅茲尼。
因複雜的歷史原因，車臣共和國接連不斷引起北高加索的軍事衝突，印古什共和國因此從車臣地區分出，最終引發第一次車臣戰爭，車臣地區事實上獨立。在第二次車臣戰爭中，俄羅斯佔領車臣，並開始平定北高加索叛亂。兩次戰爭中，車臣地區惨遭蹂躏，首府格罗兹尼前后发生四次战役，造成大量平民伤亡，基础设施毁坏严重。战后，俄国开始重建车臣，如今的车臣共和国由戰爭狀態恢復正常，首都格罗兹尼在内的城市也得到重建。普京政府任命在战争中变节投靠俄军的伊奇克里亚车臣共和国穆夫提艾哈迈德·卡德罗夫为车臣领导人，但此人后于2004年5月9日被炸死。目前由艾哈迈德·卡德罗夫之子拉姆赞·卡德罗夫任车臣共和国首脑。
处于流亡状态的有限承认国家伊奇克里亚车臣共和国申索此地的主权。

## 車臣歷史

### 蘇聯時期
蘇聯建國以後，車臣最初作為山區共和國的一部分一起加入了蘇聯，但不久山區共和國就被裁撤。1922年車臣成立车臣自治州，1934年和印古什自治州合併為车臣－印古什自治州，1936年改為車臣-印古什蘇維埃社會主義自治共和國。二戰期間1940－1943年間車臣-印古什共和國曾在德軍支持下進行反抗蘇聯當局的行動。因此在德軍被擊潰之後，1944年蘇聯把和德國人合作過的車臣人遷徙去了中亞地區，這就是扁豆行動。之後車臣-印古什共和國被取消，併入斯塔夫羅波爾邊疆區。 
史達林死後的赫魯雪夫時代，1957年1月9日車臣-印古什蘇維埃社會主義共和國被恢復，流放中亞的車臣人也被批准回故鄉。此情況一直持續到蘇聯末期。史達林在二戰之後定下了一個規矩，就是車臣地區的最高地方領導人一定不能由車臣人擔任。此情況一直持續到戈巴契夫上台。戈巴契夫允許了之前被遷徙的車臣人返鄉，並且第一次車臣產生了車臣人出生的地方最高領導人。

### 苏联解体
1989年后，苏联局势剧烈动荡，民族分离主义势力在车臣、印古什和北奥塞梯等高加索地区迅速膨胀，车臣和北奥塞梯等自治共和国均有流血冲突发生。
自从苏联解体以后，俄罗斯联邦的不少成员，特别是外高加索地区的共和国，都希望像邻近的亚美尼亚或格鲁吉亚一样享有独立的地位。加上过去在前苏联年代里，一直受到压迫，使车臣人争取民族解放、要求民族独立和反俄罗斯的呼声越来越高。

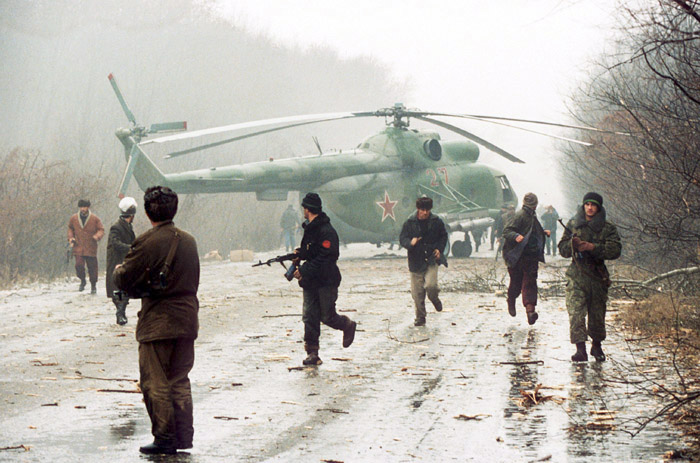
第一次車臣戰爭

1991年，时任车臣共和国总统的焦哈尔·杜达耶夫发表了独立宣言，但俄罗斯联邦拒绝承认其地位。1992年5月25日，杜达耶夫政权与俄罗斯签署了《关于撤军和车臣共和国与俄罗斯联邦分配财产条约》。根据这个条约，俄罗斯聯邦一切行政機構全部撤出車臣。 1992年12月10日印古什共和国与车臣共和国分开。
1994年，俄罗斯总统叶利钦指派俄军大举进攻车臣，即为第一次车臣战争。这是一场造成超过十万人死亡的战争惨剧。之后，双方的冲突不但一直没有平息，还让车臣的伊斯兰原教旨主义分子得势。结果针对莫斯科的恐怖襲击不断发生。
1999年，沙米利·巴萨耶夫指挥5,000人的武装部队偷袭了俄内务部队哨所，第二次车臣战争由此开始升溫。俄罗斯時任总理普丁以较强硬的态度反驳了国内的分离主义思潮，藉由1999年俄羅斯公寓樓爆炸案，並以此發起指挥部队从两路进入车臣。以绝对军事优势压制了车臣分离主义势力。之后，双方冲突依然如前。
车臣问题是俄罗斯国内民族宗教矛盾，國際社會过问较少，有证据表明許多車臣婦女的丈夫或兒子無故失蹤，她們搜集並紀錄數百卷恐怖罪行的錄影帶，並將之偷渡入歐洲，向國際人權法庭控訴。影響所及，亦有部分車臣婦女選擇加入炸彈自殺的恐怖事件。
2004年5月9日，車臣发生炸弹爆炸，总统艾哈迈德·卡德罗夫被当场炸死。2006年3月4日，艾哈迈德·卡德罗夫之子拉姆赞·卡德罗夫被任命为车臣共和国总理。2007年4月5日，拉姆赞·卡德罗夫宣誓就任车臣总统。2009年4月16日，俄国当局宣布车臣战争正式结束。
2010年3月30日，车臣战争的阵亡者遗孀（或称黑寡妇），在俄罗斯首都莫斯科进行了自杀式恐怖袭击，作为对俄军在车臣和印古什边境地区杀害车臣人的报复。
2010年10月19日在格罗兹尼列寧區的車臣議會大樓遭到武裝分子攻擊，有6人死亡17人受傷。
2011年1月24日，莫斯科多莫杰多沃机场发生自杀式炸弹爆炸，造成30余人死亡，近200人受伤。车臣反政府武装声明对此事件负责，称所在组织将致力于在北高加索建立一个“自由的伊斯兰国家”，而此次实施的“特别行动”正是对俄罗斯在高加索地区“犯罪行为”的回应。
2022年2月25日車臣首腦拉姆贊·卡德羅夫宣布參與俄烏戰爭，在車臣首府格羅茲尼集結超過1萬名的車臣安全部隊士兵，向烏克蘭進發。
2022年10月18日，乌克兰最高拉达以287:0的票数通过法案，承认伊奇克里亚车臣共和国是主权国家，並稱卡德羅夫所帶領的車臣共和國為俄罗斯暫時非法占领地帶。

## 車臣地理

### 行政区划
| 號碼 | 行政區名稱        | 首府               |
| ---- | ----------------- | ------------------ |
| 1    | 阿奇霍伊-馬爾坦區 | 阿奇霍伊-馬爾坦    |
| 2    | 韋傑諾區          | 韋傑諾             |
| 3    | 格羅茲尼區        | 格羅茲尼           |
| 4    | 古傑爾梅斯區      | 古傑爾梅斯         |
| 5    | 伊圖姆卡列區      | 伊圖姆卡列         |
| 6    | 庫爾恰洛伊區      | 庫爾恰洛伊         |
| 7    | 納德捷列奇內區    | 茲納緬斯科耶       |
| 8    | 瑙爾斯基區        | 瑙爾斯卡亞         |
| 9    | 諾扎伊-尤爾特區   | 諾扎伊-尤爾特      |
| 10   | 謝爾諾沃茨科耶區  | 謝爾諾沃茨科耶     |
| 11   | 烏魯斯馬爾坦區    | 烏魯斯-馬爾坦      |
| 12   | 沙利區            | 沙里               |
| 13   | 沙羅伊區          | 希莫伊             |
| 14   | 沙托伊區          | 沙托伊             |
| 15   | 舍爾科夫斯卡亞區  | 舍爾科夫斯卡亞     |
| 16   | 格羅茲尼城市區    | 首都格羅茲尼列寧區 |
| 17   | 阿爾貢城市區      | 阿爾貢             |

## 人口

### 民族構成
| 民族     | 2002年 統計人數 | 百分比%  |
| -------- | --------------- | -------- |
| 車臣族   | 1,031,647       | 93.47 %  |
| 俄羅斯族 | 40,664          | 3.68 %   |
| 庫梅克族 | 8,883           | 0.80 %   |
| 阿瓦爾族 | 4,133           | 0.37 %   |
| 諾蓋族   | 3,572           | 0.32 %   |
| 印古什族 | 2,914           | 0.26 %   |
| 韃靼族   | 2,134           | 0.19 %   |
| 土耳其族 | 1,662           | 0.15 %   |
| 總共     | 1,103,686       | 100.00 % |

## 参閲
- 阿瓦爾人

## 外部連結
- 车臣首府“胜利日”发生爆炸 酿血腥悲剧 （页面存档备份，存于）中新社2004年5月9日
- 新闻资料：车臣战争爆发以来大事记 （页面存档备份，存于）中新社2006年7月11日